# Nobius hepaticus
Nobius hepaticus är en skalbaggsart som beskrevs av Roth 1851. Nobius hepaticus ingår i släktet Nobius och familjen Aphodiidae. Inga underarter finns listade i Catalogue of Life.